# Mésange de Weigold
Poecile weigoldicus
Espèce
Statut de conservation UICN

LC : Préoccupation mineure
La Mésange de Weigold, Poecile weigoldicus, est une espèce d'oiseaux de la famille des Paridés. Elle vit dans le sud-ouest de la Chine.
Son nom est attribué au zoologiste allemand Hugo Weigold (en) (1886–1973).
Elle se répand à travers le centre de la Chine.